# N. N. (serie de televisión)
N. N. es una serie de televisión colombiana producida por Colombiana de Televisión entre 1990 y 1995. N. N. fue creada y protagonizada por Germán Escallón, quien interpretaba a Nerón Navarrete, un hombre de origen campesino que busca una vida mejor en la ciudad. Su torpeza, causa de muchos contrasentidos, sólo se iguala a la ternura de su carácter, siempre galante, que le hace enfrascarse en toda clase de locas situaciones en su afán de conquistar el mundo. Con su pantalón remendado y sus medias blancas, sin trabajo y con novia con ínfulas de modelo, pasaba las duras y las maduras para sobrevivir en la ciudad. Fue el rey del rebusque y de las pantallas.